# Lepeophtheirus longipes
Lepeophtheirus longipes är en kräftdjursart som beskrevs av C. B. Wilson 1905. Lepeophtheirus longipes ingår i släktet Lepeophtheirus och familjen Caligidae. Inga underarter finns listade i Catalogue of Life.